# 의성 빙산사지 오층석탑
의성 빙산사지 오층석탑(義城 氷山寺址 五層石塔)은 대한민국 경상북도 의성군, 빙산사지에 있는 오층석탑이다. 1963년 1월 21일 대한민국의 보물 제327호로 지정되었다.

## 개요
이 탑은 경상북도의 8군데 아름다운 경치 가운데 하나인 보현산 줄기 빙산 아래에 자리하고 있다. 돌을 벽돌 크기로 다듬어 쌓은 모전석탑으로 의성 탑리리 오층석탑(국보 제77호)을 모방한 것이다. 탑의 형태는 1층 기단(基壇) 위에 5층의 탑신(塔身)을 올린 모습이다.
탑의 토대가 되는 바닥돌은 16개의 돌로 이루어졌다. 기단의 가운뎃돌은 기둥과 면을 이루는 석재를 딴 돌로 하여 15개의 돌로 구성하였다. 기단의 맨윗돌은 8개의 돌로 되어 있고 그 위로 탑신을 받치기 위해 괴임을 높게 얹었다. 탑신부를 보면 1층 몸돌은 네 모서리에 딴 돌로 모서리기둥을 세우고 정면에 네모진 공간을 마련해 놓았는데 이 공간은 불상 등을 모셔두는 용도로 쓰였다. 2층 이상부터 몸돌은 그 높이가 1층에 비해 반 이상 줄었으며, 5개의 지붕돌은 밑면의 받침이 각 4단씩이다. 지붕돌의 경사진 면은 각 5단의 층으로 이루어졌다.
정상의 머리장식부분에는 노반만 남아 있다.
탑의 조성시기는 통일신라 후기∼고려 전기 사이로 추정된다. 의성탑리오층석탑에 비하여 격이 떨어지나 모전석탑으로서 아름다운 작품이다.

## 같이 보기
- 빙산사지
- 의성 탑리리 오층석탑 - 국보 제77호

## 참고 자료
- 의성 빙산사지 오층석탑 - 국가유산청 국가유산포털